# (273) Атропа
(273) Атропа (др.-греч. Ἄτροπος) — типичный астероид главного пояса, который был открыт 8 марта 1888 года австрийским астрономом Иоганном Пализой в обсерватории города Вены и назван в честь Атропы, старшей из трёх богинь судьбы в древнегреческой мифологии.

Орбита астероида Атропа и его положение в Солнечной системе
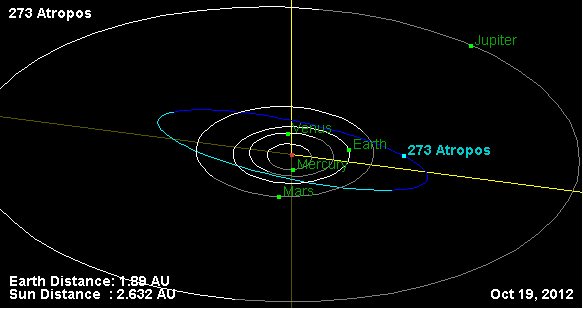
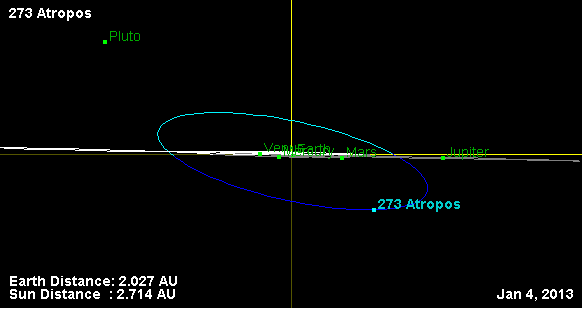

Фотометрические наблюдения, проведённые в 2007 году в обсерватории Palmer Divide, позволили получить кривые блеска этого тела, из которых следовало, что период вращения астероида вокруг своей оси равняется 23,852 ± 0,003 часам, с изменением блеска по мере вращения 0,60 ± 0,03 m.